# Martin Holmslykke
Martin Holmslykke (født 4. januar 1970 i Aarhus) er en dansk forfatter, primært kendt for spændingsromaner. 
Martin Holmslykke udgav i 1993 novellen "Den Aften" i bibliotekernes blad "Teenage Fiction". Novellen blev godt modtaget, og den blev senere opført på DR, i ungdomsprogrammet Zig Zag.  
I 2001 udgav Martin Holmslykke ungdomsromanen "Det Fortærende" under pseudonymet Martin Maribo. Romanen omhandler mandlig spiseforstyrrelse. Romanen blev et vigtigt indspark i diskussionen omkring spiseforstyrrelser blandt unge mennesker, og især blandt drenge, da der ikke er udgivet særlig meget med den mandlige synsvinkel. Romanen bruges til undervisning.  
I 2015 udgav Martin Holmslykke den nordiske krimi "Frejas Blod". Bogen er en krimi med konspirationsteorier i Dan Brown-stil. Den omhandler asatro, Norden, kvinders ligestilling, hemmelig kvindeloge og homoseksualitet. Den er første del af en trilogi kendt som Freja-trilogien.  
I 2020 udgav Martin Holmslykke en revideret udgave af "Frejas Blod" og efterfølgeren "Frejas Vinger" på forlaget panterpublish.dk. Begge blev valgt til lyttefavoritter på eReolen i 2020.  
I 2021 Udgav Martin Holmslykke sidste bind i Freja-trilogien "Frejas Tårer" om journalisten Isabella Luz og piloten Christopher Kingo. I forbindelse med udgivelsen af Freja-trilogien deltog forfatteren i et kulturprogram på Radio LOUD, som derefter udkom som en podcast.   
I 2022 Udgave Martin Holmslykke "En Mors Hævn" et krimidrama fra sydstaterne.    
På krimimessen i Horsens i 2022, blev forfatteren indlemmet i Det danske Kriminalakademi.    

## Legater og Legatophold
- 2020 Legatophold Reykjavík Bókmenntaborg UNESCO / Gröndalshús.
- 2020 Rejselegat fra Statens Kunstfond til Færøerne.